# Camponotus robertae
Camponotus robertae é uma espécie de inseto do gênero Camponotus, pertencente à família Formicidae.